# Ranunculus lancipetalus
Ranunculus lancipetalus är en ranunkelväxtart som beskrevs av August Heinrich Rudolf Grisebach. Ranunculus lancipetalus ingår i släktet ranunkler, och familjen ranunkelväxter. Inga underarter finns listade i Catalogue of Life.